# XXIX Premis Cinematogràfics José María Forqué
La cerimònia dels XXIX Premis Cinematogràfics José María Forqué es va celebrar el 16 de desembre de 2023 a l'IFEMA de Madrid. La gala, emesa en directe per RTVE Play, va ser conduïda per Macarena Gómez i Pablo Chiapella.

## Desenvolupament
Organitzat per EGEDA, l'acte compta amb la participació de l'Ajuntament de Madrid, l'administració regional de Madrid i RTVE, i la col·laboració del Ministeri de Cultura i Esport i FIPCA. L'octubre de 2023, el productor Eduardo Campoy va ser anunciat com a destinatari de la Medalla d'Or d’EGEDA. Els organitzadors també van anunciar la creació d'una nova categoria de premis, el Premi Forqué a la millor pel·lícula d'animació. Les nominacions es van revelar el 7 de novembre de 2023. Més tard, al novembre, Macarena Gómez i Pablo Chiapella es van revelar com els amfitrions de la gala. La gala va gaudir de les actuacions musicals d'Ana Guerra, Fran Perea, Ana Mena, Taburete i Vicco.

## Categories
Els guanyadors i nominats d'aquesta edició foren:
| Millor llargmetratge de ficció i/o animació                                                                                               | Millor sèrie |
| --- | --- |
| - 20.000 espècies d'abelles - Cerrar los ojos - La sociedad de la nieve - Upon entry (L'arribada)                                         | - La mesías - 30 monedas (Temporada 2) - El cuerpo en llamas - Poquita fe                                                                   |
| Millor interpretació masculina en cinema                                                                                                  | Millor interpretació femenina en cinema |
| - David Verdaguer — Saben aquell - Alberto Ammann — Upon entry (L'arribada) - Hovik Keuchkerian — Un amor - Manolo Solo — Cerrar los ojos | - Malena Alterio — Que nadie duerma - Blanca Portillo — Teresa - Laia Costa — Un amor - María Vázquez — Matria                              |
| Millor interpretació masculina en sèrie                                                                                                   | Millor interpretació femenina en sèrie |
| - Roger Casamajor — La mesías - Albert Pla — La mesías - Javier Cámara — Rapa (Temporada 2) - Raúl Cimas — Poquita fe                     | - Lola Dueñas — La mesías - Ana Rujas — La mesías - Úrsula Corberó — El cuerpo en llamas - Esperanza Pedreño — Poquita fe                   |
| Millor llargmetratge documental | Millor llargmetratge llatinoamericà |
| - Juan Mariné, un siglo de cine - El caso Padilla - Iberia, naturaleza infinita - Samsara                                                 | - La memoria infinita de Maite Alberdi - Puan de María Alché - Los colonos de Felipe Gálvez Haberle - La pecera de Glorimar Marrero Sánchez |
| Millor curtmetratge | Millor pel·lícula d’animació |
| - Aunque es de noche - Actos por partes - París 70                                                                                        | - Robot Dreams - Dispararon al pianista - El sueño de la sultana - Mòmies                                                                   |
| Premi al Cinema i Educació en Valors | Medalla d'honor |
| - 20.000 espècies d'abelles - Campeonex - Chinas - Te estoy amando locamente                                                              | Eduardo Campoy |